# パイキー
Pikey (パイキー)とは、差別的意図を含むスラングで、イギリスでは主に旅行者、ジプシー（放浪人）、または社会的身分の低い人々の事を指す。

## 19世紀においての使われ方
オックスフォード英語辞典によると、国営の新聞雑誌、”The Times”が1847年8月号で、Sheppey島（イギリスの北西にある島）に訪れたよそ者の事を”Pikey Men”と呼んだ事が語源だとされている。
1887年、J.O.Halliwellは彼の辞書、Archaic and Provincial Words（旧方便語録）の中ではジプシーと同義語として取り扱っている。
1887年、W.D.ParishとW.F.Shawは、辞書、Kentish Dialect（ケント州方言）の中で、道路を旅する人、放浪人、低身分の者と意味付けている。 

## 近代、現代においての使われ方
その後Pikeyは、アイリッシュ・トラヴェラー（類語"Romani（ヨーロッパに居住する、2世紀に栄えたとされるインドの理想郷を自分たちの起源と考える民族の集団）"とは区別される）、およびジプシーを指す言葉として利用されている。20世紀後半では、下等で評判の悪い低下層の人々を指す言葉として使われ始めた。 
そして、定まった住処を持たず、常に放浪している人々を指す『ジプシー』が、Pikeyの最も近代的な意味とされている。
また、Pikeyはキャラバン（定住居を持たず、トレーラーや、テントで暮らしながら移動する集団）を表す言葉としても使われ、”Half Pikey”（半パイキー）とは定住居または土地を所有しながらも、キャラバンに属している人々の事を指す。
イギリスのジプシー達の間では、ロマーニではない旅人の事を指すのに用いられた。Romani民族の著者、Manfri Frederick Woodによって書かれた「ロマーニジプシーの生活」（1973年出版）の中で、パイキーは、家族（集団）から追放されたロマーニ・ジプシーを指す言葉として用いられている。著者によると、家族（集団）の中で落ち着きが無い者、盗人、トラブルメーカー、または家族（集団）に不幸を呼ぶとされた者がいると、集団の間での会議により、集団から追放され、二度と同じ旅路を歩む事を許されないとしている。追放者は、過去にもその集団にいなかったと見なされる。
20世紀後半から21世紀早期にわたり、Pikeyの語彙は広められ、「LOSERS（負け犬）」、国における低下層の人々、単に貧乏人などを指す言葉となった。
Stephen Fry著、”an episode of QI”でPikeyは、hoodies（ごろつき、ちんぴら、不良）やchav（イギリスの不良少年）と同意とされ、「このような人々は、街を徘徊し、一般人を殴って、バカルディ・ブリーザーを飲んでいる。」と表した。
イギリス人のPikeyに対する否定的な態度は、2000年、ガイ・リッチー監督の”スナッチ”でジョーク的に取り扱われている。
アメリカで使われる”Trailer trash”（トレーラーハウスに住むごみ箱あさり）,”White trash”（ゴミをあさる白人）同様、Pikeyも一般人なかんずく富裕層からの軽蔑、見下しの固定観念の意を込めて使われる。

## 最近の言葉の使用例
イギリスのテレビ番組、”Shameless”のオープニングの引用として、「パイキーの野蛮な生活を見てみよう！」など。